# Göztepe Spor Kulübü
O Göztepe Spor Kulübü (mais conhecido como Göztepe) é um clube profissional de futebol turco com sede na cidade de Esmirna, capital da província homônima, fundado em 14 de junho de 1925. Disputa atualmente a Süper Lig.
Desde janeiro de 2020 passou a mandar seus jogos no novo estádio Estádio Gürsel Aksel, situado no distrito de Konak, na cidade de Esmirna, com capacidade para receber até 20 035 espectadores.
Possui uma feroz rivalidade local com o Karşıyaka, com quem disputa o Derby de Esmirna.

## História
O "S.K." (em português, Esporte Clube) faz referência ao caráter multiesportivo do clube, pois além do futebol, o clube também atua nas modalidades de esgrima, triatlo, handebol, vela, natação e windsurf.
Na temporada 1968–69, o Göztepe se tornou o primeiro clube de futebol turco a alcançar as fases finais de uma competição europeia, se classificando para as semifinais da Taça das Cidades com Feiras. Na ocasião, foi goleado pelo Újpest por 4–0 e eliminado da competição. 
Na temporada 1969–70, o clube repetiu o bom desempenho em competições europeias, alcançando as quartas–de–final da Taça dos Clubes Vencedores de Taças. Na ocasião, foi derrotado pela Roma por 2–0 e eliminado da competição.
O Göztepe é considerado pela imprensa esportiva turca como um dos últimos exemplos de um autêntico clube de bairro. Eles têm uma das bases de fãs mais dedicadas e obstinadas da Turquia, que apoiaram o clube durante o longo período de 15 anos em que ficaram de fora da Primeira Divisão (foi rebaixado na temporada 2002–03 e retornou somente na temporada 2017–18). Em termos de base de fãs e presença, eles estão  atrás das três equipes gigantes de Istambul, Galatasaray, Fenerbahçe e Beşiktaş. Fora de Istambul, apenas o Trabzonspor, da cidade de Trabzon, também tem mais fãs do que o Göztepe. Seus jogos nas Ligas Regionais Amadoras atraíram mais torcedores do que a maioria dos clubes da Süper Lig. 
Os principais títulos conquistados pelo clube em sua história foram o bicampeonato consecutivo da Copa da Turquia nas temporadas 1968–69 (venceu na final o poderoso Galatasaray pelo placar agregado de 2–1) e 1969–70 (venceu na final o Eskişehirspor pelo placar agregado de 4–3) e a Supercopa da Turquia de 1970, batendo novamente o Galatasaray por 3–2.

## Elenco atual
- Atualizado em 15 de abril de 2025.[3]

## Títulos

### Competições Oficiais
- Copa da Turquia (2): 1968–69 e 1969–70
- Supercopa da Turquia (1): 1970
- Segunda Divisão Turca (4): 1977–78, 1980–81, 1998–99 e 2000–01
- Terceira Divisão Turca (2): 2010–11 (Grupo Branco) e 2014–15 (Grupo Vermelho)
- Quarta Divisão Turca (1): 2008–09[4]

### Outras Conquistas
- Campeonato Turco Amador (1): 1950
- Liga de Esmirna (5): 1941–42, 1942–43, 1943–44, 1949–50 e 1952–53

### Campanhas de Destaque

#### Continentais
- Taça das Cidades com Feiras (semifinais): 1968–69
- Taça dos Clubes Vencedores de Taças (quartas–de–final): 1969–70

#### Nacionais
- Vice–Campeão da Supercopa da Turquia (1): 1969
- Vencedor dos Playoffs da Segunda Divisão Turca (1): 2016–17